# Mario Leitgeb
Mario Leitgeb (Graz, 30 giugno 1988) è un calciatore austriaco, centrocampista del Wildon.